# Liste der Stolpersteine in Mechernich
Die Liste der Stolpersteine in Mechernich enthält die Stolpersteine, die im Rahmen des gleichnamigen Kunst-Projekts von Gunter Demnig in Mechernich verlegt wurden. Mit ihnen soll an die Opfer des Nationalsozialismus erinnert werden, die in Mechernich lebten und wirkten.

## Liste der Stolpersteine

### Kommern
| Name                 | Adresse            | Bild | Inschrift                                                                                        | Verlegedatum  | Biografie und Anmerkungen |
| -------------------- | ------------------ | --- | ------------------------------------------------------------------------------------------------ | ------------- | ------------------------- |
| Eva Kaufmann         | Gielsgasse 20 ·    | Bild gesucht Der Benutzer GeorgDerReisende ( Diskussion ) wünscht sich an dieser Stelle ein Bild vom Ort mit diesen Koordinaten 50.60986 6.64645 . Motiv: Gielsgasse 20, Stolpersteine für Eva Kaufmann und Lilly Clyne, die Lage und das Haus Falls du dabei helfen möchtest, erklärt die Anleitung , wie das geht. BW  | Hier wohnte Eva Kaufmann ...                                                                     | 13. Nov. 2019 |                           |
| Lilly Clyne          | Gielsgasse 20 ·    | Bild gesucht Die Wikipedia wünscht sich an dieser Stelle ein Bild vom hier behandelten Ort. Falls du dabei helfen möchtest, erklärt die Anleitung , wie das geht. BW | Hier wohnte Lilly Clyne ...                                                                      | 13. Nov. 2019 |                           |
| Josefine Schmitz     | Hüllenstraße 16 ·  | Bild gesucht Der Benutzer GeorgDerReisende ( Diskussion ) wünscht sich an dieser Stelle ein Bild vom Ort mit diesen Koordinaten 50.61287 6.65024 . Motiv: Hüllenstraße 16, Stolpersteine für Josefine und Markus Schmitz, die Lage und das Haus Falls du dabei helfen möchtest, erklärt die Anleitung , wie das geht. BW | Hier wohnte Josefine Schmitz ...                                                                 | 3. Juli 2007  |                           |
| Markus Schmitz       | Hüllenstraße 16 ·  | Bild gesucht Die Wikipedia wünscht sich an dieser Stelle ein Bild vom hier behandelten Ort. Falls du dabei helfen möchtest, erklärt die Anleitung , wie das geht. BW | Hier wohnte Markus Schmitz ...                                                                   | 3. Juli 2007  |                           |
| Abraham Horn         | Kölner Straße 11 · | Stolperstein für Abraham Horn | Hier wohnte Abraham Horn Jg. 1877 deportiert 1942 Theresienstadt ermordet in Auschwitz           | 3. Juli 2007  |                           |
| Ida Horn             | Kölner Straße 11 · | Stolperstein für Ida Horn | Hier wohnte Ida Horn geb. Kaufmann Jg. 1882 deportiert 1942 Theresienstadt ermordet in Auschwitz | 3. Juli 2007  |                           |
| Eva Horn             | Kölner Straße 11 · | Stolperstein für Eva Horn | Hier wohnte Eva Horn Jg. 1907 Flucht 1939 Belgien überlebt                                       | 3. Juli 2007  |                           |
| Carl Horn            | Kölner Straße 11 · | Stolperstein für Carl Horn | Hier wohnte Carl Horn Jg. 1909 Flucht 1939 Belgien überlebt                                      | 3. Juli 2007  |                           |
| Leo Horn             | Kölner Straße 11 · | Stolperstein für Leo Horn | Hier wohnte Leo Horn Jg. 1910 deportiert ermordet in Auschwitz                                   | 3. Juli 2007  |                           |
| Bertha Hirsch        | Kölner Straße 11 · | Stolperstein für Bertha Hirsch | Hier wohnte Bertha Hirsch geb. Horn Jg. 1916 deportiert ermordet in Auschwitz                    | 3. Juli 2007  |                           |
| Alfred Eiffeler      | Kölner Straße 13 · | Stolperstein für Alfred Eiffeler | Hier wohnte Alfred Eiffeler Jg. 1903 deportiert 1942 Zielort unbekannt verschollen               | 3. Juli 2007  |                           |
| Helene Eiffeler      | Kölner Straße 13 · | Stolperstein für Helene Eiffeler | Hier wohnte Helene Eiffeler geb. Frohwein Jg. 1898 deportiert 1942 Zielort unbekannt verschollen | 3. Juli 2007  |                           |
| Hanna Eiffeler       | Kölner Straße 13 · | Stolperstein für Hanna Eiffeler | Hier wohnte Hanna Eiffeler Jg. 1939 deportiert 1942 Zielort unbekannt verschollen                | 3. Juli 2007  |                           |
| Ruth Eiffeler        | Kölner Straße 13 · | Stolperstein für Ruth Eiffeler | Hier wohnte Ruth Eiffeler Jg. 1936 deportiert 1942 Zielort unbekannt verschollen                 | 3. Juli 2007  |                           |
| Regina Frohwein      | Kölner Straße 13 · | Stolperstein für Regina Frohwein | Hier wohnte Regina Frohwein geb. Behr Jg. 1854 deportiert Theresienstadt ermordet 2.11.1942      | 3. Juli 2007  |                           |
| Selma Frohwein       | Kölner Straße 13 · | Stolperstein für Selma Frohwein | Hier wohnte Selma Frohwein Jg. 1896 deportiert verschollen                                       | 3. Juli 2007  |                           |
| Walter Frohwein      | Kölner Straße 13 · | Stolperstein für Walter Frohwein | Hier wohnte Walter Frohwein Jg. 1900 deportiert Theresienstadt ermordet 24.7.1942                | 3. Juli 2007  |                           |
| Sigmund Kaufmann     | Kölner Straße 18 · | Bild gesucht Der Benutzer GeorgDerReisende ( Diskussion ) wünscht sich an dieser Stelle ein Bild vom Ort mit diesen Koordinaten 50.61161 6.64652 . Motiv: Kölner Straße 18, Stolpersteine für die Familie Kaufmann, die Lage und das Haus Falls du dabei helfen möchtest, erklärt die Anleitung , wie das geht. BW       | Hier wohnte Sigmund Kaufmann Jg. 1876 Flucht 1939 England                                        | 8. Feb. 2022  |                           |
| Bertha Kaufmann      | Kölner Straße 18 · | Bild gesucht Die Wikipedia wünscht sich an dieser Stelle ein Bild vom hier behandelten Ort. Falls du dabei helfen möchtest, erklärt die Anleitung , wie das geht. BW | Hier wohnte Bertha Kaufmann geb. Scheuer Jg. 1890 Flucht 1939 England                            | 8. Feb. 2022  |                           |
| Emmy Golding         | Kölner Straße 18 · | Bild gesucht Die Wikipedia wünscht sich an dieser Stelle ein Bild vom hier behandelten Ort. Falls du dabei helfen möchtest, erklärt die Anleitung , wie das geht. BW | Hier wohnte Emmy Golding ...                                                                     | 8. Feb. 2022  |                           |
| Gerda Schwarz        | Kölner Straße 18 · | Bild gesucht Die Wikipedia wünscht sich an dieser Stelle ein Bild vom hier behandelten Ort. Falls du dabei helfen möchtest, erklärt die Anleitung , wie das geht. BW | Hier wohnte Gerda Schwarz verh. Schwarz Jg. 1919 Flucht 1938 England                             | 8. Feb. 2022  |                           |
| Flora Levano         | Kölner Straße 81 · | Bild gesucht Der Benutzer GeorgDerReisende ( Diskussion ) wünscht sich an dieser Stelle ein Bild vom Ort mit diesen Koordinaten 50.61491 6.65122 . Motiv: Kölner Straße 81, Stolpersteine für die Familie Levano, die Lage und das Haus Falls du dabei helfen möchtest, erklärt die Anleitung , wie das geht. BW         | Hier wohnte Flora Levano ...                                                                     | 3. Juli 2007  |                           |
| Hugo Levano          | Kölner Straße 81 · | Bild gesucht Die Wikipedia wünscht sich an dieser Stelle ein Bild vom hier behandelten Ort. Falls du dabei helfen möchtest, erklärt die Anleitung , wie das geht. BW | Hier wohnte Hugo Levano ...                                                                      | 3. Juli 2007  |                           |
| Paula Levano         | Kölner Straße 81 · | Bild gesucht Die Wikipedia wünscht sich an dieser Stelle ein Bild vom hier behandelten Ort. Falls du dabei helfen möchtest, erklärt die Anleitung , wie das geht. BW | Hier wohnte Paula Levano ...                                                                     | 3. Juli 2007  |                           |
| Erich Lewin          | Mühlengasse 7 ·    | Bild gesucht Der Benutzer GeorgDerReisende ( Diskussion ) wünscht sich an dieser Stelle ein Bild vom Ort mit diesen Koordinaten 50.61061 6.64461 . Motiv: Mühlengasse 7, Stolpersteine für die Familie Lewin, die Lage und das Haus Falls du dabei helfen möchtest, erklärt die Anleitung , wie das geht. BW             | Hier wohnte Erich Lewin Jg. 1899 deportiert 1942 Minsk ermordet in Maly Trostinec                | 8. Feb. 2022  |                           |
| Karolina Lewin       | Mühlengasse 7 ·    | Bild gesucht Die Wikipedia wünscht sich an dieser Stelle ein Bild vom hier behandelten Ort. Falls du dabei helfen möchtest, erklärt die Anleitung , wie das geht. BW | Hier wohnte Karolina Lewin geb. Kahn Jg. 1901 deportiert 1942 Minsk ermordet in Maly Trostinec   | 8. Feb. 2022  |                           |
| Käthe Lewin          | Mühlengasse 7 ·    | Bild gesucht Die Wikipedia wünscht sich an dieser Stelle ein Bild vom hier behandelten Ort. Falls du dabei helfen möchtest, erklärt die Anleitung , wie das geht. BW | Hier wohnte Käthe Lewin Jg. 1929 deportiert 1942 Minsk ermordet in Maly Trostinec                | 8. Feb. 2022  |                           |
| Else Lewin           | Mühlengasse 7 ·    | Bild gesucht Die Wikipedia wünscht sich an dieser Stelle ein Bild vom hier behandelten Ort. Falls du dabei helfen möchtest, erklärt die Anleitung , wie das geht. BW | Hier wohnte Else Lewin Jg. 1930 deportiert 1942 Sobibor ermordet                                 | 8. Feb. 2022  |                           |
| Julius Kaufmann      | Mühlengasse 24 ·   | Stolperstein für Julius Kaufmann | Hier wohnte Julius Kaufmann Jg. 1904 deportiert Minsk ermordet 24.7.1942                         | 3. Juli 2007  |                           |
| Helene Kaufmann      | Mühlengasse 24 ·   | Stolperstein für Helene Kaufmann | Hier wohnte Helene Kaufmann geb. Herz Jg. 1913 deportiert Minsk ermordet 24.7.1942               | 3. Juli 2007  |                           |
| Jack Kaufmann        | Mühlengasse 24 ·   | Stolperstein für Jakob „Jack“ Kaufmann | Hier wohnte Jack Kaufmann Jg. 1938 deportiert Minsk ermordet 24.7.1942                           | 3. Juli 2007  |                           |
| Henrietta Steinhardt | Pützgasse 7 ·      | Bild gesucht Der Benutzer GeorgDerReisende ( Diskussion ) wünscht sich an dieser Stelle ein Bild vom Ort mit diesen Koordinaten 50.6124 6.64912 . Motiv: Pützgasse 7, Stolpersteine für Henrietta und Sigmund Steinhardt, die Lage und das Haus Falls du dabei helfen möchtest, erklärt die Anleitung , wie das geht. BW | Hier wohnte Henrietta Steinhardt ...                                                             | 3. Juli 2007  |                           |
| Sigmund Steinhardt   | Pützgasse 7 ·      | Bild gesucht Die Wikipedia wünscht sich an dieser Stelle ein Bild vom hier behandelten Ort. Falls du dabei helfen möchtest, erklärt die Anleitung , wie das geht. BW | Hier wohnte Sigmund Steinhardt ...                                                               | 3. Juli 2007  |                           |
| Herbert Levy         | Wingert 17 ·       | Bild gesucht Der Benutzer GeorgDerReisende ( Diskussion ) wünscht sich an dieser Stelle ein Bild vom Ort mit diesen Koordinaten 50.61506 6.64981 . Motiv: Wingert 17, Stolpersteine für die Familie Levy, die Lage und das Haus Falls du dabei helfen möchtest, erklärt die Anleitung , wie das geht. BW                 | Hier wohnte Herbert Levy ...                                                                     | 28. Feb. 2021 |                           |
| Julius Levy          | Wingert 17 ·       | Bild gesucht Die Wikipedia wünscht sich an dieser Stelle ein Bild vom hier behandelten Ort. Falls du dabei helfen möchtest, erklärt die Anleitung , wie das geht. BW | Hier wohnte Julius Levy ...                                                                      | 28. Feb. 2021 |                           |
| Margarethe Levy      | Wingert 17 ·       | Bild gesucht Die Wikipedia wünscht sich an dieser Stelle ein Bild vom hier behandelten Ort. Falls du dabei helfen möchtest, erklärt die Anleitung , wie das geht. BW | Hier wohnte Margarethe Levy ...                                                                  | 28. Feb. 2021 |                           |

### Mechernich
| Name          | Adresse         | Bild | Inschrift                     | Verlegedatum  | Biografie und Anmerkungen |
| ------------- | --------------- | --- | ----------------------------- | ------------- | ------------------------- |
| Emma Ruhr     | Bahnstraße 12 · | Bild gesucht Der Benutzer GeorgDerReisende ( Diskussion ) wünscht sich an dieser Stelle ein Bild vom Ort mit diesen Koordinaten 50.5917 6.65381 . Motiv: Bahnstraße 12, Stolpersteine für die Familie Ruhr, die Lage und das Haus Falls du dabei helfen möchtest, erklärt die Anleitung , wie das geht. BW | Hier wohnte Emma Ruhr ...     | 19. Sep. 2008 |                           |
| Ernst Ruhr    | Bahnstraße 12 · | Bild gesucht Die Wikipedia wünscht sich an dieser Stelle ein Bild vom hier behandelten Ort. Falls du dabei helfen möchtest, erklärt die Anleitung , wie das geht. BW | Hier wohnte Ernst Ruhr ...    | 19. Sep. 2008 |                           |
| Heinrich Ruhr | Bahnstraße 12 · | Bild gesucht Die Wikipedia wünscht sich an dieser Stelle ein Bild vom hier behandelten Ort. Falls du dabei helfen möchtest, erklärt die Anleitung , wie das geht. BW | Hier wohnte Heinrich Ruhr ... | 19. Sep. 2008 |                           |
| Jetti Ruhr    | Bahnstraße 12 · | Bild gesucht Die Wikipedia wünscht sich an dieser Stelle ein Bild vom hier behandelten Ort. Falls du dabei helfen möchtest, erklärt die Anleitung , wie das geht. BW | Hier wohnte Jetti Ruhr ...    | 19. Sep. 2008 |                           |
| Robert Ruhr   | Bahnstraße 12 · | Bild gesucht Die Wikipedia wünscht sich an dieser Stelle ein Bild vom hier behandelten Ort. Falls du dabei helfen möchtest, erklärt die Anleitung , wie das geht. BW | Hier wohnte Robert Ruhr ...   | 19. Sep. 2008 |                           |
| Albert Cohn   | Heerstraße 1 ·  | Bild gesucht Der Benutzer GeorgDerReisende ( Diskussion ) wünscht sich an dieser Stelle ein Bild vom Ort mit diesen Koordinaten 50.58858 6.65364 . Motiv: Heerstraße 1, Stolpersteine für die Familie Cohn, die Lage und das Haus Falls du dabei helfen möchtest, erklärt die Anleitung , wie das geht. BW | Hier wohnte Albert Cohn ...   | 20. Okt. 2011 |                           |
| Edgar Cohn    | Heerstraße 1 ·  | Bild gesucht Die Wikipedia wünscht sich an dieser Stelle ein Bild vom hier behandelten Ort. Falls du dabei helfen möchtest, erklärt die Anleitung , wie das geht. BW | Hier wohnte Edgar Cohn ...    | 20. Okt. 2011 |                           |
| Helga Cohn    | Heerstraße 1 ·  | Bild gesucht Die Wikipedia wünscht sich an dieser Stelle ein Bild vom hier behandelten Ort. Falls du dabei helfen möchtest, erklärt die Anleitung , wie das geht. BW | Hier wohnte Helga Cohn ...    | 20. Okt. 2011 |                           |
| Julia Cohn    | Heerstraße 1 ·  | Bild gesucht Die Wikipedia wünscht sich an dieser Stelle ein Bild vom hier behandelten Ort. Falls du dabei helfen möchtest, erklärt die Anleitung , wie das geht. BW | Hier wohnte Julia Cohn ...    | 20. Okt. 2011 |                           |

### Strempt
| Name           | Adresse        | Bild | Inschrift                      | Verlegedatum  | Biografie und Anmerkungen |
| -------------- | -------------- | --- | ------------------------------ | ------------- | ------------------------- |
| Johanna Nathan | Rochusweg 14 · | Bild gesucht Der Benutzer GeorgDerReisende ( Diskussion ) wünscht sich an dieser Stelle ein Bild vom Ort mit diesen Koordinaten 50.58046 6.61937 . Motiv: Rochusweg 14, Stolperstein für Johanna und Sigmund Nathan, die Lage und das Haus Falls du dabei helfen möchtest, erklärt die Anleitung , wie das geht. BW | Hier wohnte Johanna Nathan ... | 20. Okt. 2011 |                           |
| Sigmund Nathan | Rochusweg 14 · | Bild gesucht Die Wikipedia wünscht sich an dieser Stelle ein Bild vom hier behandelten Ort. Falls du dabei helfen möchtest, erklärt die Anleitung , wie das geht. BW | Hier wohnte Sigmund Nathan ... | 20. Okt. 2011 |                           |